# Council Grove
La ville de Council Grove est le siège du comté de Morris, situé dans le Kansas, aux États-Unis.